# 貢脩齡
貢脩齡（1574年—1641年），初名万程，字国祺，號二山，直隶江阴县（今江苏江阴市）人。明朝政治人物，官至江西參政。

## 生平
万历三十一年（1603年）癸巳科应天乡试举人，四十七年（1619年）己未科进士。历官浙江东阳县知县、署义乌县事，升刑部主事、广东司员外郎，迁浙江参议、福建副使、江西参政。

## 家族
四世祖贡安甫。